# Jan Gonda
Jan Gonda (Gouda, 14 avril 1905 - Utrecht, 28 juillet 1991) est un orientaliste et indianiste néerlandais. Il fut titulaire de la chaire de sanskrit de l'université d'Utrecht à partir de 1932. Il est connu pour son Manuel de grammaire élémentaire de la langue sanskrite.

## Formation académique
Jan Gonda entreprend des études linguistiques à l'Université d'Utrecht en 1923. Il y apprend d'abord les langues classiques européennes, à savoir le latin et le grec. À cette époque fleurit la linguistique comparative, ceci l'incite à étudier le sanskrit, après avoir suivi des leçons d'arabe auprès de Theodor Juynboll (1866–1948) . Ayant soutenu une thèse de sémantique indo-européenne, il est reçu au doctorat en 1929.
Avec l'appui d'un mécénat privé, une faculté d'Indologie fut instituée à Utrecht en 1925. Cette faculté fut conçue pour former  contrepoids à l'université de Leyde, jugée trop favorable envers le nationalisme naissant dans les Indes néerlandaises de ce temps.
La nouvelle faculté cherche le candidat idéal pour occuper la chaire de langues indonésiennes, et son choix se fixe sur Jan Gonda. Afin d'être agréé à ce poste il étudie, de 1929 à 1931, des cours de malais, de javanais et la langue des îles de la Sonde. Il s'inscrit pour ce faire dans la seule université à prodiguer des cours de ces langues : l'université de Leyde pourtant concurrente de celle d'Utrecht.

## Professorat
De 1932 à 1975 Jan Gonda occupe deux chaires distinctes à l'Université d'Utrecht, la chaire de langues asiatiques classiques ou il enseigne le sanskrit, l'avestique, le vieux-perse et des éléments de linguistique indo-européenne, et la chaire de langues asiatiques contemporaines où sont enseignés le malais et le javanais. Il est aussi professeur d'études d'indologie à la faculté dite « Oliefakulteit » qui forme, à cette époque coloniale, les futurs fonctionnaires des Indes néerlandaises.

### Chaire de langues classiques
Il est d'abord professeur extraordinaire en ces matières puis, en 1941, il est nommé professeur ordinaire.

### Chaire de langues contemporaines
En tant que professeur ordinaire il est lié à la faculté d'Indologie, et chargé de cours de malais et javanais, aidé en cela par des auxiliaires qui enseignent l'indonésien, le javanais et le dialecte des Iles de la Sonde. Lui-même se charge de donner des cours de textes classiques, de linguistique comparée en indonésien, et de littérature malaise et javanaise. Lors de la seconde guerre mondiale, l'occupant allemand ferme l'université de Leyde. Quelques professeurs instructeurs de langues déménagent alors à l'Université d'Utrecht.
Jan Gonda est considéré, avec le philologue Cornelis Christiaan Berg (1900 - 1990) et l'anthropologue Henri Théodore Fischer (1901 - 1976) comme les autorités les plus expertes de la faculté d'Indologie de ce temps.
Ses étudiants sont de futurs fonctionnaires des Indes néerlandaises, des juristes, mais aussi de missionnaires revenus d'Indonésie en Hollande pour y passer des vacances studieuses à l'Université.

## Modes de pensée
Les conceptions didactiques de Jan Gonda s'orientent, à plusieurs égards, à contre-courant de celles de son époque. Il construit sa présentation des faits en traitant ses sources selon leur succession historique. En un temps ou, sous l'influence du structuralisme, le travail académique s'élabore davantage sur un mode synchronique, Jan Gonda donne une place prépondérante à une méthode d'étude plus historique qui utilise, largement, une présentation diachronique des faits dans la plupart de ses ouvrages.
Quelques approches parfois subjectives attirent l'attention des critiques. Ainsi, Jan Gonda pense que les anciens hindous « ont quelque chose à nous dire » : malgré une indubitable floraison intellectuelle, une séparation culturelle put-elle ne pas avoir eu lieu dans le sous-continent indien, comme celle que les historiens de la culture ont porté jusqu'au désespoir dans l'Occident du vingtième siècle ?
Il est aussi critiqué pour avoir qualifié de « primitif » certains stades déterminés du développement de la pensée indienne. Il n'utilise pourtant pas ce terme dans un sens négatif, mais bien dans l'acception de « pré-rationnel ».
Par un choix délibéré il s'écarte de toute spéculation. Et contrairement au structuraliste renommé Eugenius Marius Uhlenbeck ou au brillant théoricien Cornelis Christiaan Berg, Jan Gonda s'intéresse peu aux théories générales. Il préfère rassembler une foison de détails intéressants car, à son point de vue, les théories doivent toujours céder le pas aux faits historiques, même lorsque ces faits ne peuvent être rejoints par les théories.

## Domaines d'investigation
En cette récolte de faits Jan Gonda ne s'impose aucune limite stricte. Son domaine d'investigation dépasse de loin la science linguistique et la littérature, et ses recherches se donnent un espace d'enquête le plus large possible. Dans son œuvre remarquable Sanskrit in Indonesia (le Sanskrit en Indonésie) il déclare explicitement que le domaine de son œuvre embrasse l'ancienne civilisation indienne dans son intégralité.
Son flot de publications, initié par deux articles édités en 1930 et 1931 dans le BKI (Contributions à la linguistique, la géographie et l'ethnologie - Bijdragen tot de Taal- Land- en Volkenkunde) touche déjà aux sujets les plus divers.
Dans son discours inaugural en 1932 il avance une conception nouvelle selon laquelle la langue indonésienne ne trouve pas son origine dans le seul sanskrit. Et qu'au contraire la tradition linguistique prenait une double direction, car l'influence indonésienne semble avoir atteint le sous-continent et fut, dès les temps pré-coloniaux, transmise à l'Europe par l'Inde et l'Arabie. Cette nouvelle façon de concevoir la diffusion des langues est par lui abondamment développée vingt ans plus tard dans son ouvrage le Sanscrit en Inde édité à Nagpur en 1952.
En 1933 parait l'édition de son texte critique du Brahmāndapurāna en vieux-javanais. À l'encontre de beaucoup de ses contemporains, il ne prend aucun plaisir à établir une édition basée sur une version unique du texte. Dans son (aujourd'hui communément admise) entreprise il s'implique à comparer un maximum manuscrits, ce qui est chose communément admise et appliquée aujourd'hui, mais les meilleures versions méritaient encore d'être découvertes. Gonda retient aussi l'arrière-plan préindien de ce texte en vieux-javanais, qui n'était lui-même traduit en aucune autre langue que le sanskrit.

## Œuvres
Florilège de publications de Jan Gonda:  
- 1929 - ΔΕΙΚΝΥΜΙ (dissertation, Utrecht).
- 1932 - Austrisch en Arisch (cours inaugural, Utrecht).
- 1933 - Brahmandapurana (Bibliotheca Javanica 5. Batavia, Koninklijk Bataviaasch Genootschap) : édition critique et traduction.
- 1933—1936 - Agastyaparwa (in BKI 90 en BKI 94. Leyde, KITLV):  édition critique et traduction.
- 1936—1937 - Bhismaparwa (Bibliotheca Javanica 7 en 7a. Batavia, Koninklijk Bataviaasch Genootschap):  édition critique et traduction.
- 1947 - (red.) Letterkunde van de Indische Archipel (Elsevier, Amsterdam/Bruxelles).
- 1949 - Opmerkingen over Oud-Javaanse zinsleer.
- 1949 - Campaka— en français.
- 1949 - Een type van syntactische spraakzaamheid.
- 1951 - Remarks on the Sanskrit passive. Jan Gonda. Éd. E.J. Brill, 1951.
- 1952 - Sanskrit in Indonesia (Nagpur, International Academy of Indian Culture) (un article lui est consacré dans la Wikipedia en néerlandais).
- 1964 - Indology in the Netherlands. Jan Gonda. Éd. Brill, 1964.
- 1966 - A concise elementary grammar of the Sanskrit language: with exercises, reading selections, and a glossary. Jan Gonda. Éd. University of Alabama Press, 1966.
- 1969 - Eye and Gaze in the Veda.
- 1969 - The meaning of the Sanskrit term, āyatana. Jan Gonda. Éd. Adyar Library and Research Centre, 1969.
- 1974 - The Dual Deities in the Religion of the Veda.
- 1978 - Hymns of the Rgveda not Employed in the Solemn Ritual.
- 1978 - De Indische zondvloed-mythe.
- 1980 - The Mantras of the Agnyupasthána and the Sautrámani.
- 1982 - The Haviryajnah Somah. The Interrelations of the Vedic Solemn Sacrifices Sankhayana Srautasutra 14, 1-13. Traduction et notes.
- 1983 - Soma's Metamorphoses. The Identifications in the Oblatory Rites of Satapatha-Brahmana 12, 6, 1.
- 1984 - Prajapati and the Year.
- 1986 - The Ritual Functions and Significance of Grasses in the Religion of the Veda.
- Selected studies (six volumes). Jan Gonda. Éd. Brill.

### Ouvrages traduits en français
- Jan Gonda (trad. Laurent Jospin), Les Religions de l'Inde. 1, Védisme et hindouisme ancien, Payot, 1962, 435 p. (BNF 37470308)
- Jan Gonda (trad. Laurent Jospin), Les Religions de l'Inde. 2, L'Hindouisme récent, Payot, 1965, 422 p. (BNF 33058019)
- Jan Gonda (trad. Rosane Rocher), Manuel de grammaire élémentaire de la langue sanskrite, suivi d'exercices, de morceaux choisis et d'un lexique, Adrien Maisonneuve, 1997 (1re éd. 1966), 173 p. (ISBN 2-7200-1093-6, BNF 37006174)